# Operário Futebol Clube Ltda.
El Operário Futebol Clube Ltda. es un equipo de fútbol de Brasil que juega en el Campeonato Matogrossense, la primera división del estado de Mato Grosso. En 2006 juega por primera vez en el Campeonato Brasileño de Serie C, la tercera división nacional.

## Historia
Fue fundado el 8 de agosto de 2002 en el municipio de Várzea Grande del estado de Mato Grosso por José Maria Fratuchelli y Alceu Provatti con el nombre Opérario FC como un equipo sustituto del Clube Esportivo Operário Várzea-Grandense que había sido inhabilitado por varias deudas que tenía, tomando sus colores, uniforme, himno y logros.
Como el Clube Esportivo Operário Várzea-Grandense logró clasificar a la Copa de Brasil en 2003, inició participando en el torneo de copa nacional, su primera participación a nivel nacional, en donde fue eliminado en la primera ronda por el SE Palmeiras del estado de Sao Paulo perdiendo ambos partidos por 0-1 y 1-5. En 2004 participa por primera vez en el Campeonato Matogrossense en el que terminó en cuarto lugar, al año siguiente fue subcampeón estatal perdiendo la final 3-5 ante el Sociedade Esportiva Vila Aurora y también fueron campeones de la Copa FMF por primera vez venciendo en la final al Mixto Esporte Clube.
El año 2006 fue redondo para el club, ya que lograron ganar el Campeonato Matogrossense por primera vez luego de vencer en la final 4-1 al Barra do Garças Futebol Clube y también jugaron por primera vez en el Campeonato Brasileño de Serie C, la tercera división nacional superando la primera ronda como ganador de grupo, pero terminaron eliminados en la segunda ronda al finalizar en último lugar del grupo. En ese mismo año retornaron a la Copa de Brasil donde fue eliminado en la primera ronda 3-6 por el Fluminense FC del estado de Río de Janeiro.
En 2007 retornan a la Copa de Brasil donde es eliminado nuevamente en la primera ronda 0-5 por el SE Palmeiras del estado de Río de Janeiro, y cuatro años después desciende del Campeonato Matogrossense y como resultado se restauró al suspendido Clube Esportivo Operário Várzea-Grandense, lo que generó problemas ya que ambos equipos estaban en la segunda división estatal y técnicamente ambos equipos eran lo mismo, iniciando una Guerra de Operarios sobre los derechos del nombre, lo que llevó a Opérario FC a regresar todo lo que le corresponde al Clube Esportivo Operário Várzea-Grandense, pasando a su denominación actual cuando en 2009 se pensaba fusionar a ambos equipos, pero que la idea se cayó.
En 2017 el club se puso en venta en Facebook pero nadie lo compró, lo que inició el proceso de desvinculación del Clube Esportivo Operário Várzea-Grandense iniciando por cambiar sus colores a rojo y negro inspirándose en el CR Flamengo del estado de Río de Janeiro, con la idea de que posteriormente pase a llamarse Flamengo Futebol Clube de Mato Grosso.

## Palmarés
- Campeonato Matogrossense: 1

2006
- Copa FMF: 1

2005
- Campeonato Matogrossense Serie B: 2

2015, 2018